# 王下乡
王下乡，是中华人民共和国海南省昌江黎族自治县下辖的一个乡镇级行政单位。

## 行政区划
王下乡下辖以下地区：
三派村、钱铁村、洪水村和大炎村。